# Bisher habt ihr nichts gebeten in meinem Namen
Bisher habt ihr nichts gebeten in meinem Namen (BWV 87) ist eine Kirchenkantate von Johann Sebastian Bach. Er schrieb sie in Leipzig für Rogate, den 5. Sonntag nach Ostern, und führte sie am 6. Mai 1725 zum ersten Mal auf.

## Geschichte und Worte
Bach komponierte die Kantate in seinem zweiten Jahr in Leipzig für den Sonntag Rogate.
Die vorgeschriebenen Lesungen für den Sonntag waren Jak 1,22–27 , „Täter des Wortes, nicht nur Hörer“, und Joh 16,23–30 , „Gebete werden erhört“ aus den Abschiedsreden. Bach hatte in seinem zweiten Jahr in Leipzig Choralkantaten komponiert zwischen dem ersten Sonntag nach Trinitatis und Palmsonntag, war zu Ostern jedoch zu Kantaten auf freien Text zurückgekehrt, vielleicht weil ein Textdichter nicht länger zur Verfügung stand.
Es ist die dritte von neun Kantaten für die Zeit zwischen Ostern und Pfingsten auf Texte von Christiana Mariana von Ziegler. Der Text beginnt, wie andere Kantaten aus diesem Zeitraum, mit einem Vers aus dem Evangelium. Die Dichterin deutet diesen Vers als Vorwurf. Am Ende des ersten Rezitativs steht die Umdichtung eines weiteren Verses aus dem Evangelium. Ein zweites wörtliches Bibelzitat erscheint in Satz 5. Es wird vorbereitet durch ein Rezitativ, das nicht Teil der gedruckten Ausgabe ist. Alfred Dürr vermutet, dass Bach dessen Text selbst schrieb, um einen besseren Übergang ermöglichen. Die Dichterin wählte als Schlusschoral die neunte Strophe von Heinrich Müllers Lied Selig ist die Seele (1659).

## Besetzung und Aufbau
Die Kantate ist besetzt mit drei Solisten, Alt, Tenor und Bass, vierstimmigem Chor nur im Schlusschoral, zwei Oboen, zwei Oboe da caccia, zwei Violinen, Viola und Basso continuo.
1. Arioso (Bass): Bisher habt ihr nichts gebeten in meinem Namen
2. Recitativo (Alt): O Wort, das Geist und Seel erschreckt
3. Aria (Alt): Vergib, o Vater, unsre Schuld
4. Recitativo (Tenor): Wenn unsre Schuld bis an den Himmel steigt
5. Arioso (Bass): In der Welt habt ihr Angst
6. Aria (Tenor): Ich will leiden, ich will schweigen
7. Choral: Muß ich sein betrübet?

## Musik
Wie in der Kantate zum gleichen Anlass im Vorjahr, Wahrlich, wahrlich, ich sage euch (BWV 86), lässt Bach im ersten Satz den Bass als Vox Christi einen Vers aus dem Evangelium singen. Das formal freie Stück ohne Titel wird vom Orchester begleitet, wobei die Oboen die Streicherstimmen verdoppeln. Es ähnelt einer Fuge, da die Instrumente imitierend einsetzen und die Stimme ein ähnliches Thema singt. Ein Secco-Rezitativ führt zu einer Alt-Arie, in der zwei obligate Oboen da caccia durch zahlreiche Seufzermotive das Gebet um Vergebung verdeutlichen. Das zweite Rezitativ wird von den Streichern begleitet und endet in einem Arioso auf die Worte „Drum suche mich zu trösten“. Der Trost folgt in einem weiteren Zitat eines Jesus-Worts aus dem Evangelium, wieder vom Bass vorgetragen: „In der Welt habt ihr Angst; aber seid getrost, ich habe die Welt überwunden“. Die Musik ist sehr ernst, die Singstimme wird nur vom continuo begleitet. Der Satz bezieht die Passion als Preis für den Trost ein. Als Antwort drückt die letzte Arie Freude im Leiden aus. Ihre pastorale Stimmung mit punktierten Rhythmen im 12/8-Takt wurde mit der Sinfonia verglichen, die Teil II von Bachs Weihnachtsoratorium einleitet. Die Kantate wird beschlossen mit einem vierstimmigen Choralsatz auf die Melodie von Jesu, meine Freude von Johann Crüger.

## Einspielungen
- Les Grandes Cantates de J.S. Bach Vol. 5, Fritz Werner, Heinrich-Schütz-Chor Heilbronn, Pforzheimer Kammerorchester, Hertha Töpper, Helmut Krebs, Franz Kelch, Erato 1959
- Bach Cantatas Vol. 2 – Easter, Karl Richter, Münchener Bach-Chor, Münchener Bach-Orchester, Anna Reynolds, Peter Schreier, Dietrich Fischer-Dieskau, Archiv Produktion 1974
- J.S. Bach: Das Kantatenwerk · Complete Cantatas · Les Cantates, Folge / Vol. 22, Nikolaus Harnoncourt, Tölzer Knabenchor, Concentus Musicus Wien, Paul Esswood, Kurt Equiluz, Ruud van der Meer, Teldec 1977
- Die Bach Kantate Vol. 34, Helmuth Rilling, Gächinger Kantorei, Bach-Collegium Stuttgart, Julia Hamari, Aldo Baldin, Walter Heldwein, Hänssler 1981
- Bach Edition Vol. 8 – Cantatas Vol. 3, Pieter Jan Leusink, Holland Boys Choir, Netherlands Bach Collegium, Sytse Buwalda, Nico van der Meel, Bas Ramselaar, Brilliant Classics 1999
- Bach Cantatas Vol. 25: Dresden/Sherborne / For the 5th Sunday after Easter (Rogate) / For the Sunday after Ascension Day (Exaudi), John Eliot Gardiner, Monteverdi Choir, English Baroque Soloists, Robin Tyson, Steve Davisilim, Stephan Loges, Soli Deo Gloria 2000
- J.S. Bach: Complete Cantatas Vol. 15, Ton Koopman, Amsterdam Baroque Orchestra & Choir, Bogna Bartosz, Jörg Dürmüller, Klaus Mertens, Antoine Marchand 2000
- J.S. Bach: Cantatas Vol. 35, Masaaki Suzuki, Bach Collegium Japan, Robin Blaze, Makoto Sakurada, Peter Kooij, BIS 2006